# 柳亭小燕枝
柳亭 小燕枝（りゅうてい こえんし）は、落語の柳派に属する名跡。

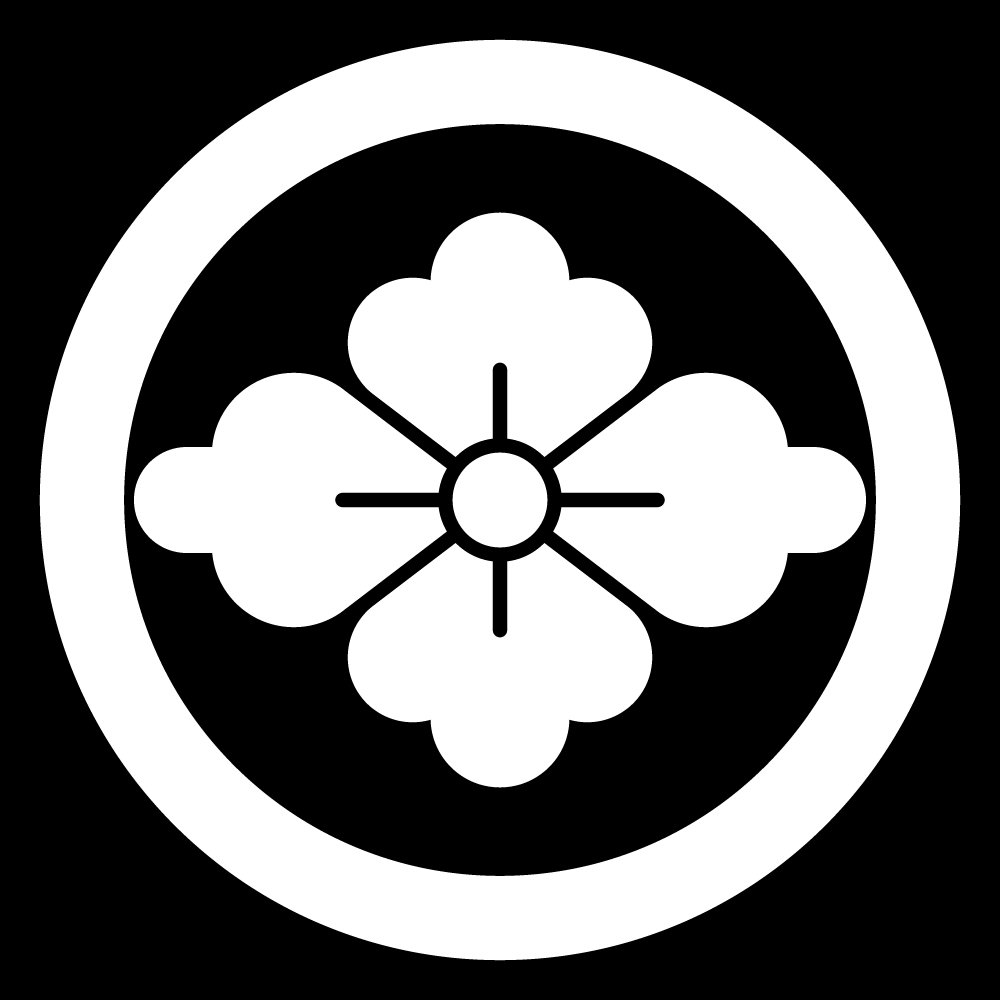
柳派定紋「花菱」

- 柳亭小燕枝 - 初代燕枝の著「燕之巣立実痴必読」（通称「燕枝日記」）には明治3年 - 5年ころの弟子として小燕枝（俗称、喜作）とあるが詳細不明。
- 初代柳亭小燕枝 - 後∶三代目柳亭燕路
- 二代目柳亭小燕枝 - 後∶初代柳家小ゑん
- 三代目柳亭小燕枝 - 後∶二代目談洲楼燕枝
- 四代目柳亭小燕枝 - 後∶橘家文三
- 五代目柳亭小燕枝 - 後∶三代目柳亭燕枝
- 六代目柳亭小燕枝 - 現∶柳家さん遊
- 七代目柳亭小燕枝 - 存在しない。(後述)
- 八代目柳亭小燕枝 - 当該項目で記述

## 代数
「七代目柳亭小燕枝」は存在しない。「柳家さん遊」へと改名した先代の小燕枝は「六代目柳亭小燕枝」を名乗ったが、初代小燕枝の以前にも「小燕枝」を名乗る落語家がいたこと、末広がりで縁起が良いことから、さん遊の助言もあり、当代は「八代目」を名乗る。